# Старосамбірська ратуша
Староса́мбірська ра́туша — будинок міського магістрату в місті Старому Самборі (Львівська область). Споруда не збереглася.
Старий Самбір отримав магдебурзьке право 1553 року. У зв'язку з цим виникла потреба мати приміщення для органу місцевого самоврядування — ратушу. Звели ратушу 1668 р. і вона довший час вважалась однією з найдавніших в Україні. Стояла в центрі міста — на площі Ринок. Напередодні Першої світової війни в місті сталася сильна пожежа. Вигоріли третина ринку й увесь єврейський квартал. Згоріла також ратуша. Відтоді її не відновлювали. На місці, де раніше стояла ратуша, 1953 року побудували кінотеатр ім. Шевченка (функціонує донині).